# Otto Braehmer

Otto Braehmer

Carl Gottfried Otto Braehmer (* 1. Februar 1838 in Greifswald; † 3. August 1902) war ein deutscher Mediziner.

## Leben
Braehmer studierte Medizin in Greifswald, Berlin und Rostock, wo er Mitglied der Corps Guestfalia Greifswald und Vandalia Berlin war. Er promovierte 1863 in Greifswald, legte 1864 das Staatsexamen ab und wurde 1865/66 praktischer Arzt in Wendisch-Buchholz sowie 1867 Gewerksarzt in Berlin. Nach Teilnahme an den Feldzügen von 1866 und dem 1870/71 ließ er sich als praktischer Arzt in Berlin nieder. 1887 erhielt er den Titel eines Sanitätsrats, 1897 eines Geheimen Sanitätsrats.
In den 1880er Jahren wurde Braehmer Vorsitzender des „Collegialen Ärztlichen Vereins der Friedrich-Wilhelm-Stadt“. 1883 gründete er das „Berliner ärztliche Correspondenzblatt“, das er zehn Jahre lang leitete. Als einer der bekanntesten Berliner Ärzte war er ein wichtiger Wegbereiter der ärztlichen Standesorganisation. So bemühte er sich als Vorstandsmitglied der Ärztekammer für Berlin und Umgegend unter anderem um die Einführung einer Pflichtversicherung der Ärzte gegen Invalidität.
Ab 1868 war Braehmer Bahnarzt. In dieser Funktion regte er Maßnahmen zum Schutz des Betriebspersonals an, darunter eine planmäßige Festlegung der täglichen Dienstzeit des Fahrpersonals, die Schaffung hygienisch einwandfreier Übernachtungsräume, die Sicherstellung warmer Mahlzeiten und ausreichenden Urlaubs. 1896 veröffentlichte er den Abschnitt „Eisenbahnhygiene“ im „Handbuch der Hygiene“ von Theodor Weyl. Ein Anliegen war ihm auch der Ausbau des Rettungswesens bei Eisenbahnunglücken. Die Schaffung von Erholungsheimen für Eisenbahner auf dem „Moltkefels“ bei Schreiberhau und in Melsungen (1904) ist auf seine Initiative zurückzuführen, wenn er die Eröffnung auch selbst nicht mehr erlebte.
Bereits 1885 gründete Braehmer den „Verein der Eisenbahn- und Bahnkassenärzte“ in Berlin, dessen Vorsitzender er bis zu seinem Tod blieb. 1899 wurde er dort zum Ehrenmitglied ernannt. Er regte die Bildung weiterer Bahnarztvereine an und gründete 1889 den „Verein Deutscher Bahnärzte“. Kurz vor seinem Tod wurde für seine Verdienste zum Vertrauensarzt der Königlichen Eisenbahndirektion Berlin und zum Vertrauensarzt beim Ministerium für Öffentliche Arbeiten ernannt. Er starb im August 1902 und wurde auf dem Friedhof in Treptow beigesetzt.